# Коша ди Понте (Кампобасо)
Коша ди Понте је насеље у Италији у округу Кампобасо, региону Молизе.
Према процени из 2011. у насељу је живело 32 становника. Насеље се налази на надморској висини од 462 м.